# Historisches Museum Saar

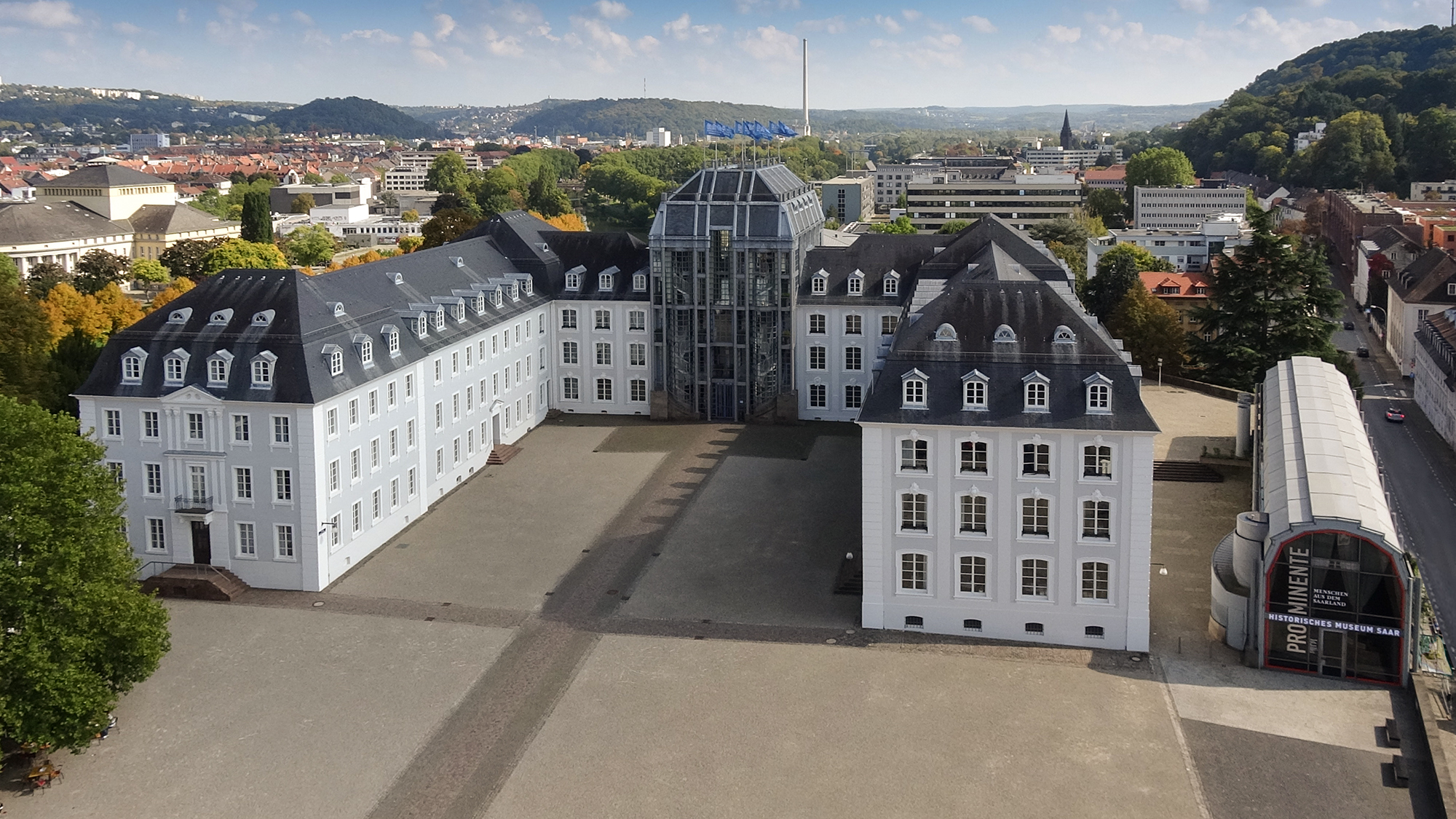
Das Historische Museum Saar am Schlossplatz in Saarbrücken (rechts) (2017)

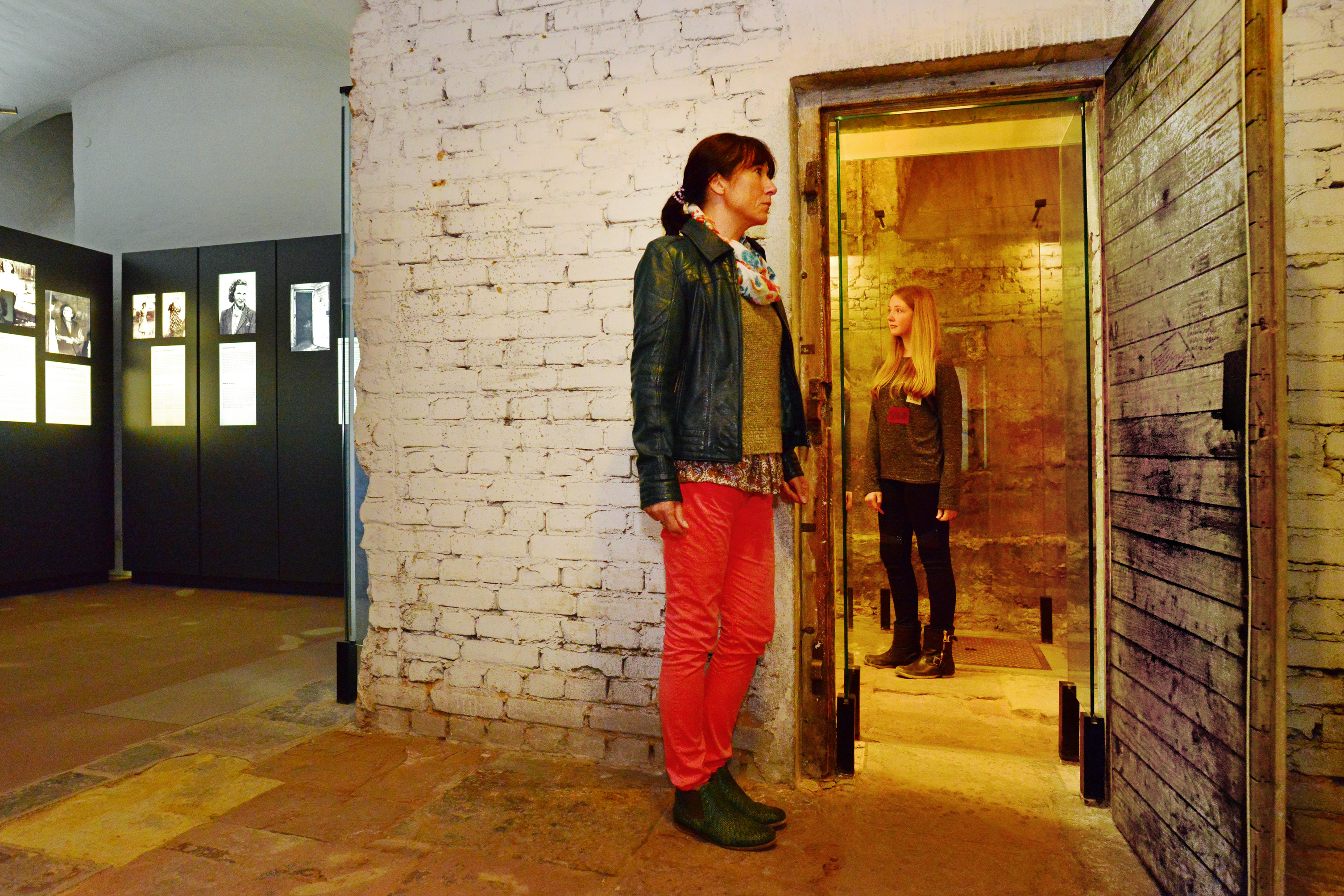
Die Gestapozelle in der Abteilung zum Nationalsozialismus an der Saar (2016)

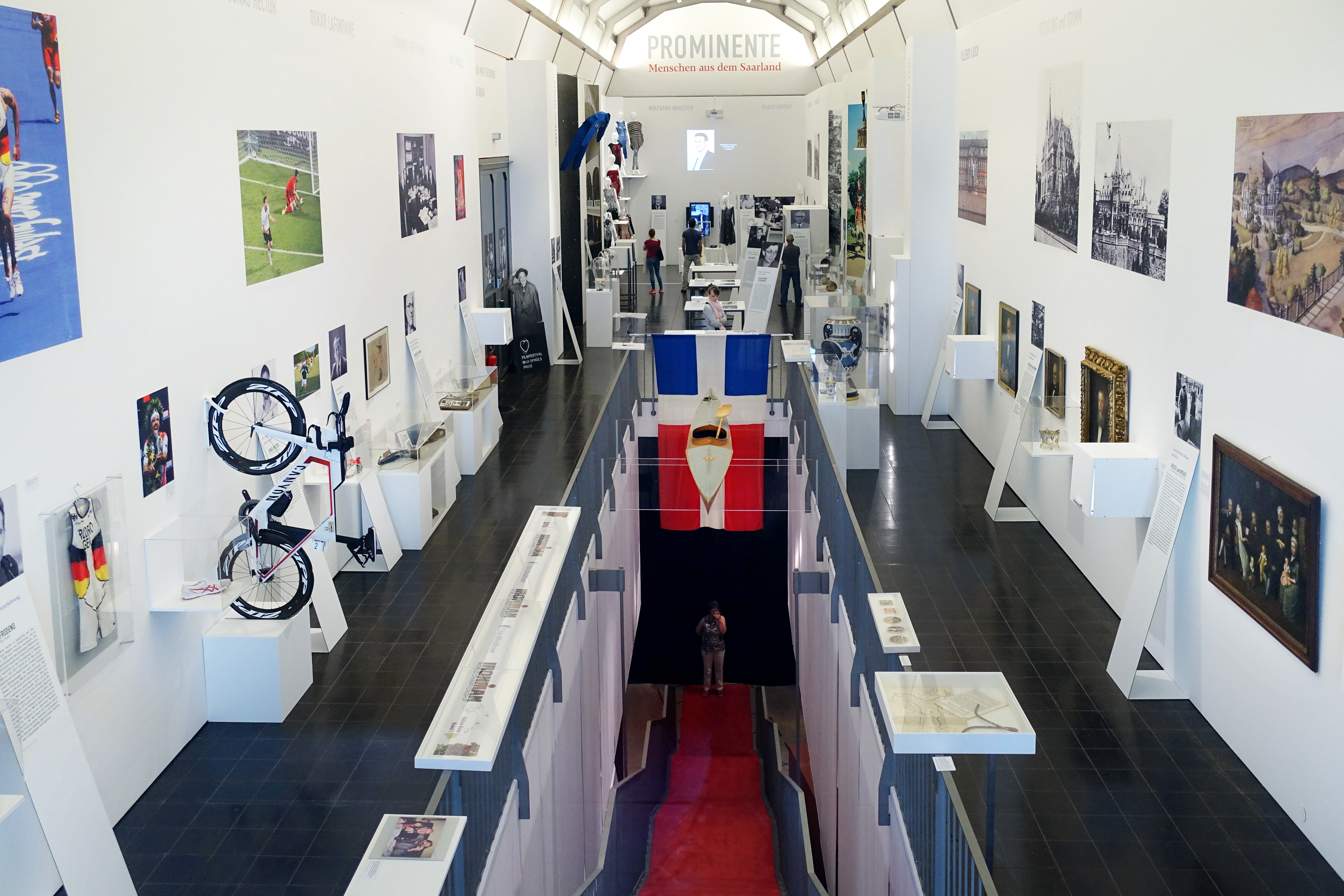
Blick in die Sonderausstellungshalle (2017)

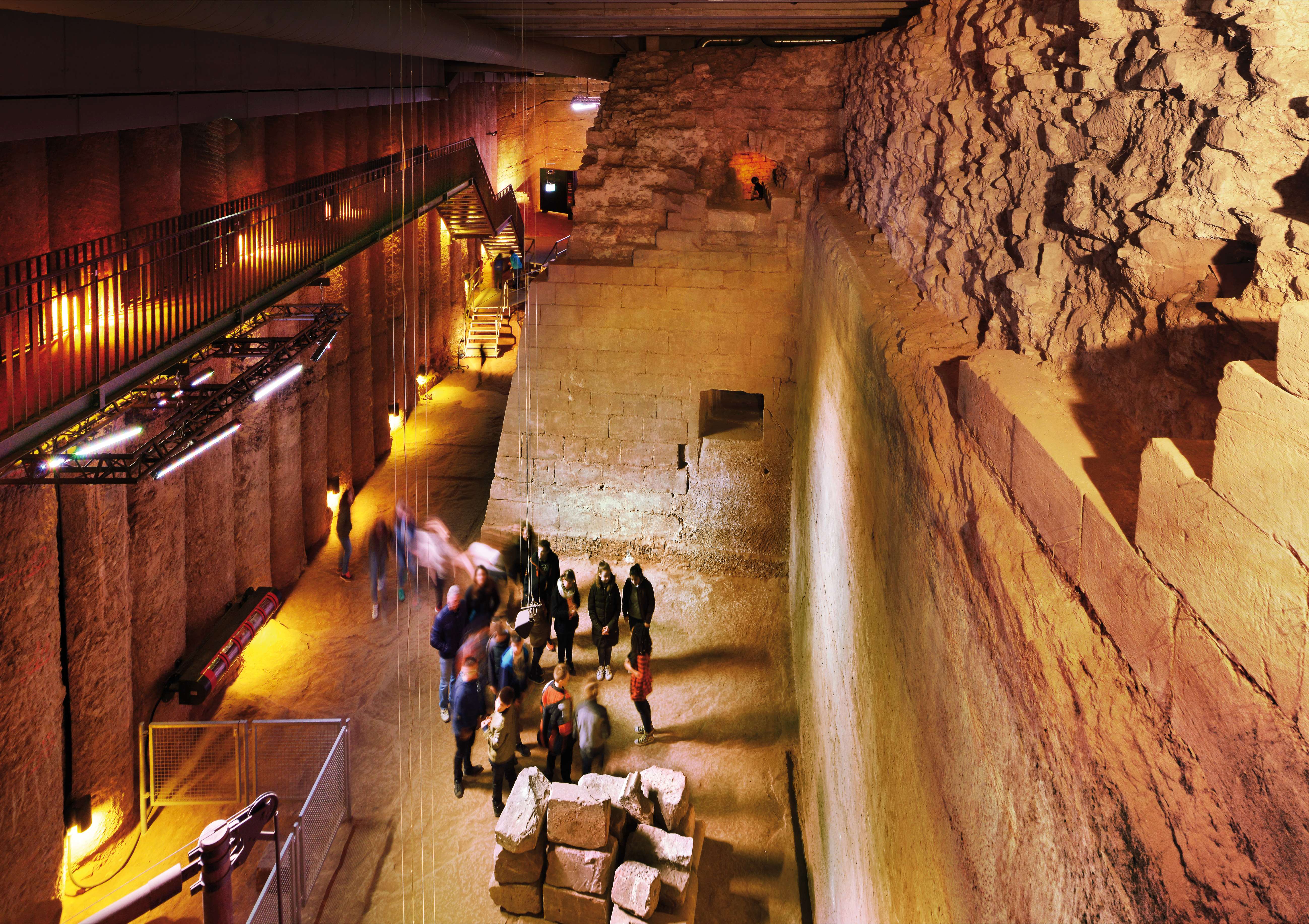
Blick in den Burggraben (2017)

Das Historische Museum Saar ist das Museum zur Landesgeschichte des Saarlandes und befindet sich am Saarbrücker Schlossplatz. Das Ziel des Museums ist es, die Geschichte des Landes an der Saar über einen Zeitraum von 100 Jahren bis ca. 1959 unter kultur,- sozial,- wirtschafts,- industrie- und technikgeschichtlichen Aspekten aufzuarbeiten und zu präsentieren. Zusätzlich kann man anhand von Ausgrabungen der Saarbrücker Burg mit den Kasematten die Entwicklung von der Burg zum heutigen Schloss Saarbrücken nachvollziehen. Die Dauerausstellung wird durch Wechselausstellungen ergänzt.

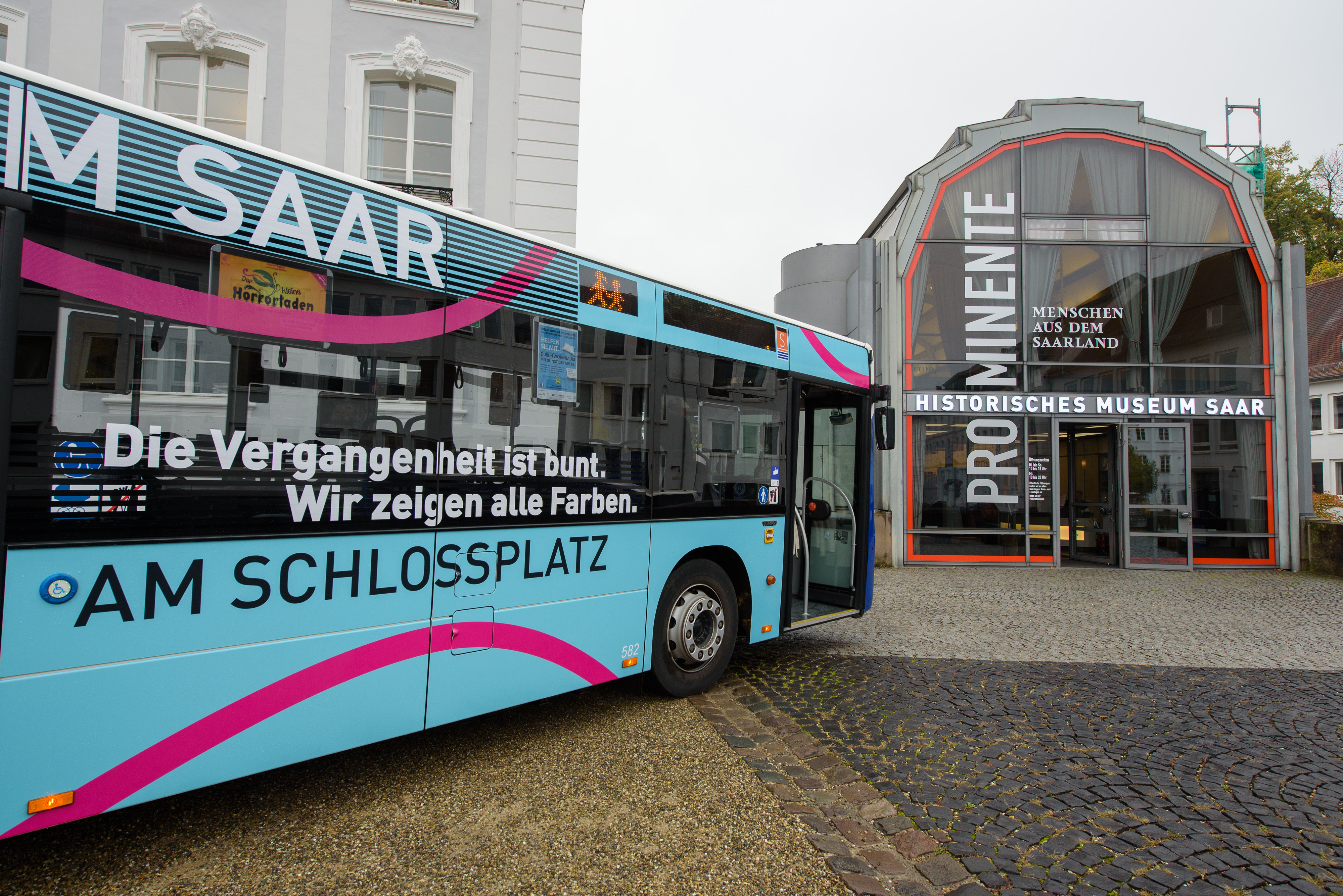
Der Museumsbus (2017)

## Geschichte
Das Historische Museum Saar (bis 1994 „Regionalgeschichtliches Museum“) wurde 1985 durch den damaligen Stadtverband Saarbrücken, heute Regionalverband Saarbrücken, gegründet. Ausgangspunkt war die Wiederentdeckung einer von insgesamt fünf ehemaligen Gestapo-Zellen in den Kellerräumen des Saarbrücker Schlosses 1975, in denen ab 1935 die Gestapo ihren Sitz gehabt hatte. Die Zelle ist heute Teil der Ausstellung zur Zeit des Nationalsozialismus an der Saar, die am 9. November 1988 eröffnet wurde. Da man zunächst nicht über ausreichende Räumlichkeiten und Ausstellungsstücke verfügte, wurden die unterschiedlichen Abteilungen des Museums schrittweise nacheinander aufgebaut. 1989 und 1993 erfolgte die Erweiterung um die ständige Ausstellung zur Geschichte des Saarlandes 1945–1959 und zum Ersten Weltkrieg. 2008 wurde die Dauerausstellung erneut erweitert und umgestaltet. Sie umfasste nun die neuen Abteilungen zur Saarregion im Kaiserreich 1870/1871–1914 und zum Saargebiet unter der Verwaltung des Völkerbundes 1919/1920–1935. Zudem kann man die zwischen 2003 und 2007 ausgegrabene Burganlage besichtigen. Träger des Museums sind der Regionalverband Saarbrücken (zu ca. 90 %) und das Saarland (zu ca. 10 %). Leitender Direktor des Museums ist seit Oktober 2016 der Archäologe und Historiker Simon Matzerath.

## Architektur

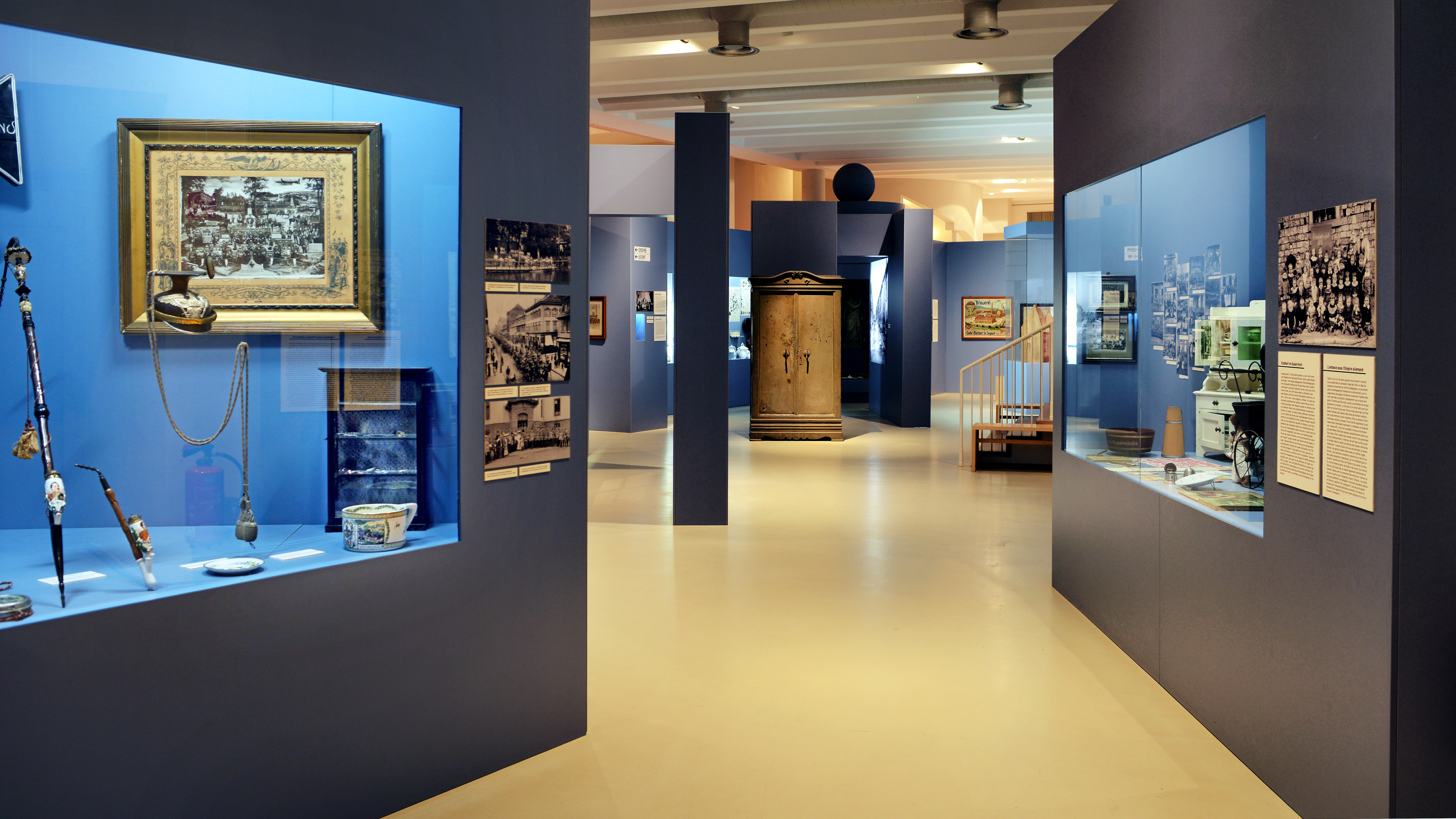
Blick in den Ausstellungsbereich zur Kaiserzeit an der Saar (2015)

Das Historische Museum Saar befindet sich am Schlossplatz südlich des Saarbrücker Schlosses an der Talstraße. Der oberirdische Teil ist ein schmaler, langgestreckter Bau mit einem Tonnendach. Der größte Teil des 2700 m² großen Museums liegt unterirdisch, unter dem Schlossplatz. Der architektonische Entwurf stammt von dem Kölner Architekten Gottfried Böhm aus dem Jahr 1993.

## Ausstellungen
Im Ausstellungssaal des Erdgeschosses werden jährlich wechselnde Sonderausstellungen zu Kunst, Kultur und Geschichte des Saargebietes im nationalen und internationalen Kontext gezeigt.
Die Dauerausstellung im Keller zeigt auf 1700 m² die wechselvolle Geschichte des Saargebiets und des heutigen Saarlandes von 1870 bis in die zweite Hälfte des 20. Jahrhunderts anhand von Kunst- und Designobjekten, aber auch vielen Alltagsgegenständen. Sie umfasst fünf Abteilungen: 
- Die Saarregion im Kaiserreich 1870/1871–1914
- Der Erste Weltkrieg 1914–1918 (hierbei handelt es sich um einen der größten Ausstellungsbereiche zum Ersten Weltkrieg in Deutschland)
- Das Saargebiet in der Zwischenkriegszeit unter der Verwaltung des Völkerbundes 1919/1920–1935
- Die Zeit des Nationalsozialismus an der Saar 1935–1945. In der Abteilung zum Nationalsozialismus befindet sich eine originale 2,50 × 3,50 Meter große Gestapozelle, an deren Wänden zahlreiche Inschriften der inhaftierten Zwangsarbeiter erhalten sind. Sie gehört zu den wichtigsten didaktisch-pädagogisch betreuten Erinnerungsorten im Saarland.
- Das Saarland in der Nachkriegszeit bis zur Saarabstimmung 1945–1959

Außerdem gelangt man über das Museum zu den Ruinen der 14 Meter unter dem Schlossplatz liegenden Saarbrücker Burganlage aus dem Mittelalter und der Renaissance. Die unterirdische Burg, eine deutschlandweit einzigartige Sehenswürdigkeit, umfasst eine Schießkammer, Wehranlagen, ein im Burggraben errichtetes Ballhaus, ein Verlies, einen Geheimgang und die Kasematten aus dem 16. Jahrhundert. Ergänzend informiert die Abteilung Von der Burg zum Schloss über die Entwicklung von der mittelalterlichen Saarbrücker Burg über das Renaissanceschloss hin zum heutigen barocken Schloss und über Leben und Alltag der jeweiligen Bewohner. Es werden zudem Objekte aus dieser Zeit, die bei den Ausgrabungen zwischen 2003 und 2007 gefunden wurden, ausgestellt.

## Sonderausstellungen (Auswahl)
- 2024/25: Illegal. Street Art Graffiti 1960–1995
- 2023/24: Auto unser. Kult und Krise
- 2021: Monumente des Krieges. Der Saarbrücker Rathauszyklus Anton von Werners und unser Bild vom Deutsch-Französischen Krieg 1870/71
- 2019: Die 20er Jahre. Leben zwischen Tradition und Moderne im internationalen Saargebiet
- 2018: Steinerne Macht. Burgen, Festungen, Schlösser in Lothringen, Luxemburg und im Saarland
- 2017: Prominente Menschen aus dem Saarland. Eine Auswahl von Gräfin Elisabeth bis ins 21. Jahrhundert
- 2016: Unterwegs im Auftrag des Stern – Arbeiten des Fotojournalisten Hans-Jürgen Burkard
- 2015: Saarland. Eine europäische Geschichte
- 2014: Arbeit zeigen – Plastiken und Fotografien 1850–1950
- 2013: „Aufgehobene Zeit“. Archive als Schatzkammern der Geschichte
- 2012: 90 Minuten. Mit Ferdi Hartung in die Bundesliga
- 2011: Saar-Rock History
- 2010: Gottfried Böhm – Bauten und Projekte im Saarland
- 2006: Voll auf Sendung! 50 Jahre Saarländischer Rundfunk

## Publikationen
(chronologisch geordnet)
- Simon Matzerath, Guido von Büren (Hrsg.): Steinerne Macht. Burgen, Festungen, Schlösser in Lothringen, Luxemburg und im Saarland. (= Publikationen des Historischen Museums Saar. Band 5). Schnell + Steiner, Regensburg 2020, ISBN 978-3-7954-3387-1.
- Simon Matzerath, Jessica Siebeneich (Hrsg.): Die 20er Jahre. Leben zwischen Tradition und Moderne im internationalen Saargebiet (1920–1935). (= Publikationen des Historischen Museums Saar. Band 4). Michael Imhof Verlag, Petersberg 2020, ISBN 978-3-7319-0931-6.
- Angela Pfenninger, Bernd Kissel,  Simon Matzerath: Saarfari. Lilo und Olli auf Zeitreise. (= Publikationen des Historischen Museums Saar. Band 3). Conte, St. Ingbert 2020, ISBN 978-3-95602-207-4.
- Simon Matzerath (Hrsg.): Prominente Menschen aus dem Saarland. Von Gräfin Elisabeth bis in das 21. Jahrhundert. (= Publikationen des Historischen Museums Saar. Band 2). Nünnerich-Asmus Verlag & Media, Mainz 2017, ISBN 978-3-96176-012-1.
- Reiner Jung, Thomas Roessler (Hrsg.): Unterwegs im Auftrag des Stern. Arbeiten des Fotojournalisten Hans-Jürgen Burkard. (= Publikationen des Historischen Museums Saar. Band 1). Historisches Museum Saar, Saarbrücken 2016, ISBN 978-3-9818501-0-9.
- Regionalgeschichtliches Museum Saarbrücken (Hrsg.): Die Wandinschriften der Gestapo-Zelle. Erfassung im Original-Wortlaut. Transliteration und Übersetzung von Aelitta Dalügge und Inge Plettenberg. Regionalgeschichtliches Museum Saarbrücken, Saarbrücken 1988, DNB 1210945347.
- Lieselotte Kugler (Hrsg.): Zeitsprünge. Ein Blick ins Historische Museum Saar. (= Bausteine zur Geschichte der Saarregion. Band 3). Historisches Museum Saar, Saarbrücken 1996, ISBN 3-923754-28-0.
- Lieselotte Kugler: Festschrift zur Eröffnung des Neubaus für das Regionalgeschichtliche Museum des Stadtverbandes Saarbrücken. Regionalgeschichtliches Museum Saarbrücken, Saarbrücken 1993.